# Axel Milberg
Pour les articles homonymes, voir Milberg.
Axel Milberg, né le 1er août 1956 à Kiel (Allemagne), est un acteur allemand.

## Biographie et carrière
Axel Milberg est le fils d'un médecin (sa mère) et d'un avocat de Kiel. Après avoir obtenu son diplôme d'études secondaires, il étudie la philosophie, la littérature et le théâtre de 1975 à 1979. Il suit une formation d'acteur de 1979 à 1981 à l'école Otto Falckenberg de Munich.
En 1981, le réalisateur Dieter Dorn le recommande auprès du Kammerspiele de Munich. Il y reste membre permanent de l'Ensemble jusqu'en 1998 .
Fin des années 1980, en plus de son implication au théâtre, Axel Milberg incarne divers personnages dans des films et séries télévisées allemandes telles Un cas pour deux, Derrick .
Son rôle le plus important est celui de Klaus Borowski (de), l'enquêteur de Tatort: en 2002, il incarne pour la première fois l'inspecteur en chef Klaus Borowski de la série Stahlnetz, basée à Hanovre. En 2003, l’inspecteur Borowski est transféré à Kiel pour la série Tatort.
De 2007 à 2009, il est le personnage principal de la série Doktor Martin en 14 épisodes, un médecin grincheux qui déménage de Berlin à la province de Frise orientale. Pour ce rôle, il reçoit le Bayerische Fernsehpreis (prix de la télévision bavaroise), catégorie meilleur acteur de série .
En 2012, il joue avec Iris Berben, Nina Kunzendorf et Peter Simonischek dans Liebesjahre de Matti Geschonneck. Pour ce rôle, il reçoit le prix Adolf-Grimme, catégorie Fiction avec l'ensemble des principaux acteurs du film, le réalisateur et le scénariste. Le film a également reçu la Goldene Kamera, catégorie Meilleur téléfilm ,.
Dans le film Hannah Arendt de Margarethe von Trotta, il incarne Heinrich Blücher, le mari de Hannah Arendt, interprétée par Barbara Sukowa. Le film a célébré sa première mondiale le 11 septembre 2012 au 37e Festival international du film de Toronto et a reçu le Deutschen Filmpreis d’argent en 2013, catégorie Meilleur long métrage .
Axel Milberg enregistre de nombreuses pièces radiophoniques et livres audio, dont plusieurs romans de l'auteur suédois à succès Henning Mankell. Pour le livre audio de Mankell Le chinois, il reçoit le prix de littérature Corine dans la catégorie Audio Book Award en 2008.
Le 2 mai 2019, il publie son premier roman intitulé Düsternbrook. Il y thématise sa jeunesse dans le quartier Düsternbrook du même nom à Kiel, où il a vécu pendant ses vingt premières années .

## Filmographie partielle
- 1986 : Derrick:  Froideur (Ein eiskalter Hund) : Rudolf Riemann
- 1988 : Faust – Vom Himmel durch die Welt zur Hölle : pièce de Goethe mise en scène : Dieter Dorn :  Wagner
- 1992 : Derrick : Un  geste de tendresse (Beatrice und der Tod) : Arthur Bellmann
- 1994 : Un cas pour deux : Wer die Treue bricht
- 1994-2020 : Tatort : L'inspecteur en chef Klaus Borowski
- 2002 : Stahlnetz : PSI
- 2004 : Opération Walkyrie de Jo Baier : Generaloberst Friedrich Fromm 1986 :
- 2004 : Speer et Hitler, l’architecte du diable de Heinrich Breloer : Rudolf Wolters
- 2006 : Doktor Martin: Épisodes 1 à 14 : Dr Martin Helling
- 2009 : L'Enquête de Tom Tykwer : Klaus Diemer
- 2010 : Goethe! (Young Goethe in Love) de Philipp Stölzl
- 2010 : Aghet : 1915, le génocide arménien de Eric Friedler : Le journaliste Harry Stürmer
- 2010 : Eichmanns Ende – Liebe, Verrat, Tod, docudrame de Raymond Ley : Fritz Bauer
- 2011 : Liebesjahre de Matti Geschonneck : Darius
- 2011 : Almanya, bienvenue en Allemagne : Un fonctionnaire allemand
- 2012 : Hannah Arendt de Margarethe von Trotta : Heinrich Blücher
- 2013 : Le cinquième pouvoir de Bill Condon : Hans
- 2013 : Rouge rubis de Felix Fuchssteiner : Lucas Montrose
- 2013 : Zones humides (Feuchtgebiete) de David Wnendt : Le père
- 2014 : Polizeiruf 110 : Morgengrauen

## Récompenses et distinctions
- 2008 : Le Bayerischer Fernsehpreis (prix de la télévision bavaroise), meilleur acteur de séries pour Doktor Martin
- 2008 : Le prix de littérature Corine pour le livre audio de Henning Mankell Le chinois
- 2012 : Le prix Adolf Grimme pour Liebesjahre
- 2012 : La Goldene Kamera, meilleur film pour Liebesjahre
- 2013 : Le Deutsche Filmpreis ou Lola d’argent, catégorie meilleur téléfilm pour Hannah Arendt